# Cnemidaria apiculata
Cnemidaria apiculata là một loài thực vật có mạch trong họ Cyatheaceae. Loài này được (Hook.) Stolze mô tả khoa học đầu tiên năm 1974.